# Кембрийская линия
Кембрийская линия (англ. Cambrian Line, валл. Llinell Cambri) — железная дорога европейской колеи, соединяющая английский Шрусбери через Уэлшпул с городами на побережии Кардиганского залива. Бо́льшая часть линии проходит по землям Центрального Уэльса: через Кембрийские горы и по морскому берегу, — что делает виды, откравающиеся из вагонных окон, необычайно красивыми. Дорога состоит из двух веток: главной и прибрежной, — и управляется железнодорожным операторам «Arriva Trains Wales».

## История
Предысторию «Кембрийской линии» связывают с конной «Хэйской железной дорогой» (Hay Railway), построенной в 1811 — 1812 гг. для связи города Хэй-он-Уай с каналом Монмутшир — Брекон. Восточная часть этой дороги — между Талиллинской узловой станцией и деревней Три-Кокс — была продана «Центрально-Уэльской железной дороге» (Mid-Wales Railway), которая, в свою очередь, стала 1 января 1888 г. частью «Кембрийских железных дорог» (Cambrian Railways) — предшественника современной «Кембрийской линии».
«Кембрийские железные дороги» были образованы 25 июля 1864 г. четырьмя независимыми железными дорогами, незадолго до этого начавшими транспортные операции в Центральном Уэльсе: «Железной дорогой Освестри и Ньютауна» (Oswestry and Newtown Railway), «Железной дорогой Освестри, Элсмира и Уитчёрча» (Oswestry, Ellesmere and Whitchurch Railway), «Лланидлойской и Ньютаунской железной дорогой» (Llanidloes and Newtown Railway) и «Ньютаунской и Махинлетской железной дорогой» (Newtown and Machynlleth Railway). Объединение в новую компанию, главная контора которой разместилась на станции в Освестри, спасло часть из них от банкротства. В 1865 г. к «Кембрийским железным дорогам» присоединилась «Железная дорога Аберистуита и валлийского побережья» (Aberystwith and Welsh Coast Railway), а в 1888 г. (окончательно в 1904 г.) — «Центрально-Уэльская железная дорога».
Каждая из названных линий имеет свою, хотя и недолгую историю:
- «Железная дорога Освестри и Ньютауна» разрешена к постройке парламентским биллем от 26 июня 1855 г. Нехватку денег и проблемы с подрядчиками начала испытывать почти сразу после начала строительства. Особенно они обострились, когда перед дорогой встала задача пересечь две большие реки: Северн и Вирнуи, тем не менее она проложила путь между Уелшпулом и Освестри к 1 мая 1860 г., соединившись там с «Большой западной железной дорогой».[5]

- «Лланидлойская и Ньютаунская железная дорога» была первой железной дорогой в Центральном Уэльсе. В 1852 г. жители Лланидлоя приняли решение о постройке линии до Ньютауна, в 1853 г. парламент дал на это разрешение, а в октябре 1855 г. начались работы. Из-за нехватки средств в 1858 г. строительство прервалось на год, но затем возобновилось и первый поезд между Лланидлоем и Ньютауном прошёл 31 августа 1859 г. До 1863 г. линия была изолированной от остальной сети британских железных дорог.[6]
- «Ньютаунская и Махинлетская железная дорога» разрешена к постройке биллем от 27 июля 1857 г.[7][3] Работы начались в 1859 г. и оказались сложными — пришлось преодолевать центральный и самый высокий массив Кембрийских гор. Возле Талертига в скальной породе пробили выемку высотой в 37 м (120 футов),[3] которая стала самой глубокой на то время выемкой в мире.[8] В 1862 г. по линии прошёл первый поезд.[3]

Три названных железных дороги соединялись восточнее Ньютауна, на узловой станции, носившей название «Моут-Лейн» (Moat Lane Junction) и ныне закрытой.
- «Железная дорога Освестри, Элсмира и Уитчёрча» разрешена к постройке 1 августа 1861 г.[3][4] с тем, чтобы оживить торговлю в Элсмире, отсоединённом от основных транспортных маршрутов Британии. Движение между Уитчёрчем и Элсмиром открылось 4 мая 1963 г., между Элсмиром и Освестри — 27 июля 1864 г., т.е. через два дня после того, как компания вошла в состав «Кембрийских железных дорог».[4]
- «Железная дорога Аберистуита и валлийского побережья» была разрешена парламентом 22 июля 1861 г. для соединения Аберистуита с Пуллхели через Бармут и Портмадог. Кроме того планировалась ветка до Махинлета, где станция «Ньютаунской и Махинлетской железной дороги» должна была стать общей для обеих линий. Этот участок закончили первым, и в 1864 г. поезда пошли от Аберистуита до Махинлета — сначала товарные, а затем пассажирские. Эстуарий реки Дови для продолжения дороги на север хотели пересечь мостом, но это оказалось слишком сложной задачей, и путь начали прокладывать от станции «Дови» на Махинлетской ветке, сделав её таким образом узловой. Пуллхели линия достигла в 1867 г. — уже после её присоединения к «Кембрийским железным дорогам».[3]

- «Центрально-Уэльская железная дорога» разрешена к постройке биллем от 1 августа 1859 г. с тем, чтобы соединить Лланидлой с Лландоври.[9] 2 сентября того же года провели церемонию выемки «первого дёрна», но настоящее строительство не начинали до 1862 г.[10] За это время — в 1860 г. — маршрут дороги продлили по сравнению с  ранее заявленным: теперь соединению подлежали также Ньюбридж-на-Уае (Newbridge on Wye) с Талиллинской узловой станцией через Билт-Уэлс. Такое изменение потребовалось, чтобы пускать поезда до Брекона по путям «Бреконской и Мертирской железной дороги» (Brecon and Merthyr Railway). Линию открыли 23 августа 1864 г. Примерно через 20 лет своего функционирования «Центрально-Уэльская железная дорога» столкнулась с финансовыми проблемами и оказалась вынужденной продать весь свой подвижной состав. С 1888 г. движение по ней осуществляли своими локомотивами «Кембрийские железные дороги», в собственность которых дорога формально перешла 24 июня 1904 г.[10][9]

«Кембрийские железные дороги» просуществовали до 1922 г., пропуская по своим путям как местные поезда, так и вагоны прямого сообщения из Манчестера, Ливерпуля и Лондона до Пуллхели и Аберстуита. Попутно компания расширялась, приобретая более мелкие железные дороги — в том числе, и узкой колеи, — и осуществляя строительство веток к окрестным селениям. Были построены и приобретены: «Железная дорога Рексема и Элсмира» (Wrexham and Ellesmere Railway) — построена в 1895 г.; «Вэнская железная дорога» (Van Railway) — первоначально, c 1871 г., частное предприятие лорда Вэнского; «Велшпулская и Лланвайрская узкоколейная железная дорога» (Welshpool and Llanfair Light Railway) — построена в 1903 г.; «Железная дорога Танатской долины» (Tanat Valley Light Railway)  — открыта в 1903 г., куплена в 1921 г.;, «Маутуйская железная дорога» (Mawddwy Light Railway) — приобретена в 1865 г.; «Железная дорога Рейдольской долины» (Vale of Rheidol Railway) — построена в 1902 г., куплена в 1913 г.
В согласии с железнодорожным актом 1921 г. «Кембрийские железные дороги» были поглощены 1 января 1922 г. «Большой западной железной дорогой» и просуществовали в её составе до национализации 1948 г., когда их подвижной состав и дорожное полотно передали в состав западного региона Британских железных дорог. В 1958 г. дорогу подчинили Лондонскому центральному региону. В начале 1960-х гг. на линии начали закрывать станции, а «топор Бичинга» обрубил боковые ветки, оставив только две главных: от Шрусбери до Дови и от Аберстуита до Пуллхели. В 1994 г. началась приватизация Британских железных дорог, в ходе которой путевое хозяйство оставшихся рабочих веток перешло компании «Network Rail», а их подвижной состав оказался в руках компаний-операторов: первоначально — «Central Trains», с 2001 г. — «Wales and Borders Trains», а с 2003 г. — «Arriva Trains Wales».

## Маршрут
- Шрусбери — крупная узловая станция, построенная в 1848 г. Здесь с «Кембрийской линией» соединяются: «Уэльские пограничные линии», «Линия из Вулвергемптона в Шрусбери» и «Линия из Шрусбери в Честер».
- Пограничная линия между Англией и Уэльсом.
- Ответвление на Освестри, ныне разобранное.
- Уэлшпул — станция открыта для движения 27 января 1862 г. В городе начинается историческая «Велшпульская и Лланвайрская узкоколейная железная дорога».
- Мост через Северн.
- Ньютаун — станция, которую совместно использовали три линии, приложившие руку к созданию «Кембрийских железных дорог».
- Моут-Лейн — ныне закрытая станция, где прежде к «Лланидлойской и Ньютаунской железной дороге»  примыкала «Ньютаунская и Махинлетская железная дорога».
- Мосты через Северн.
- Кайрсус — станция, где к главной линии примыкала ныне закрытая «Вэнская железная дорога».
- Талертигская выемка.
- Сесмеская дорога (Cemmes Road) — закрытая в 1965 г. станция. Место примыкания «Маутуйской железной дороги».
- Махинлет — открыта в 1963 г. здесь начинается узкоколейная историческая «Корисская железная дорога».
- Дови — место соединения главной и прибрежной веток. Станция располагается вне каких-либо населённых пунктов, на левом берегу реки Дови. В 1970 г. станционные здания викторианской эпохи снесли, заменив современными павильонами.

На станции «Дови» главная ветка соединяется с прибрежной, которая ведёт на юг — к Аберистуиту — и на север — к Пуллхели. Южный отрезок короток — на нём располагаются две станции:
- Борт — остановочный пункт без персонала. Станционные здания, за илючением зала ожидания, принадлежат различным коммерческим структурам. С 2011 г. предпринимаются попытки превратить часть зала ожидания в музей.
- Аберистуит — конечная станция, которую «Кембрийская линия» использует совместно с узкоколейной исторической «Железной дорогой Рейдольской долины». Построена в 1864 г., перестроена в 1925 г. «Железная дорога Рейдольской долины» подведена к станции в 1968 г., когда прекратилось движение до Кармартена и освободилась островная платформа.

Отрезок дороги, ведущий от «Дови» на север, значительно длиннее южного:
- река Дови
- Абердови — открыта в августе 1867 г.
- Тиуин — в 300 м от станции, возле железнодорожного полотна, находится «Тиуинская перевалочная станция» узкоколейной Талиллинской железной дороги, где прежде сланцы из окрестных каменоломен перегружали из вагонеток в вагоны европейской колеи.
- Тонванай (Tonfanau) — платформа, расположенная возле прежней военной базы.
- Ллуингурил (Llwyngwril) — платформа рядом с одноимённой деревней. Станционные постройки — приватизированы.
- Вайрбойрне (Fairbourne) — недалеко от станции расположена миниатюрная «Вайрбойрнская железная дорога».
- Морва-Маутах (Morfa Mawddach) — открыта в июле 1865 г. как «Бармутская узловая» (Barmouth Junction). Здесь к прибрежной линии до 1903 г. примыкали две трамвайные железные дороги. По времени — одна после другой.
- Бармутский мост через реку Маутах.
- Бармут — до 1965 г. здесь с прибрежной веткой соединялась линия, шедшая из Руабона.
- Лланабер (Llanaber) — платформа без персонала, расположенная на морском берегу.
- Талибонт (Talybont) — платформа без персонала. Рядом с деревней Тал-И-Бонт.
- Дифрин-Ардидуи (Dyffryn Ardudwy) — платформа рядом с одноимённой деревней. По требованию, без персонала.
- Лланбедр (Llanbedr) — платформа рядом с одноимённой деревней. Без персонала.
- Пенсарн (Pensarn) — платформа рядом с одноимённой деревней. Без персонала.
- Лландануг (Llandanwg) — платформа рядом с одноимённой деревней. Без персонала. Открыта в 1929 г.
- Харлек — станция находится у подножия холма, на вершине которого возвышается замок Харлек.
- Тигуин (Tygwyn) — платформа на пересечении с шоссе A496.
- Талсарнай (Talsarnau) — платформа рядом с одноимённой деревней. По требованию, без персонала.
- Лландекуин (Llandecwyn) — платформа рядом с одноимённой деревней. По требованию, без персонала.
- Деревянный мост Бриуэт (Pont Briwet) через реку Дуирид.
- Пенриндейдрайт — станция расположена на юге города. На северной его оконечности находится станция «Пенрин» исторической «Фестиниогской железной дороги».
- Минфорт — здесь «Кембрийская линия» пересекается под прямым углом с «Фестиниогской железной дорогой»: первая проходит понизу под мостом, вторая — поверху. На месте пересечения у обеих железных дорог устроены станции: чтобы попасть с одной на другую, достаточно воспользоваться лестницей. Рядом с пассажирскими станциями располагается перевалочная грузовая станция, где прежде обе дороги обменивались грузами. В 1973 г. рельсы европейской колеи с перевалочной станции были убраны и она перешла в полное ведение «Фестиниогской железной дороги».
- Портмадог — здесь «Кембрийская линия» проходит через северную часть города и пересекается с «Валлийской нагорной железной дорогой». Недалеко от городской станции находится вокзал «Валлийской нагорной музейной железной дороги», которая использовала для его постройки перешитый на узкую колею запасной путь «Кембрийской линии».
- Крикиет — платформа без персонала.
- Авон Уэн — ныне закрытая узловая станция на берегу Кардиганского залива, недалеко от устья реки Уэн. Здесь к «Кемрийской линии» примыкала «Карнарвонширская железная дорога» (Carnarvonshire Railway), теперь полностью разобранная за исключением самого северного своего отрезка, который является составной частью «Валлийской нагорной железной дороги».
- Пенихайн (Penychain) — платформа без персонала. По требованию.
- Аберерх (Abererch) — платформа без персонала. По требованию.
- Пуллхели — конечная станция. Построена в 1869 г., в 1909 г. перенесена западнее.

## Современное состояние
Движение по линии осуществляется дизель-поездами, бо́льшая часть которых принадлежит к классу BRC 150. Вслед за ними по численности идут поезда BRC 175 и BRC 158, а замыкающими являются BRC 142, BRC 143 и автомотрисы BRC 153. Ежедневно по дороге проходит 8 пар поездов, к 6-и из которых между Шрусбери и Махинлетом прицепляют по 2 дополнительных вагона. Кроме того 3 пары поездов курсируют между Махинлетом и Аберистуитом, а в 2008 г. составы пустили от Аберистуита до международного аэропорта Бирмингема.
Движение на линии реализуется в соответствии с Европейской системой управления движением поездов» (ETCS) второго уровня. Управление движением осуществляется по цифровому радиоканалу стандарта GSM-R, который впервые здесь испытывался на дизель-поездах BRC 158 между Пуллхели и Харлеком.